# Максимин Трачанин
Гај Јулије Вер Максимин (лат. Gaius Julius Verus Maximinus; рођен око 173. године, умро 238. године), познат под именом Максимин Трачанин или Максимин I, био је римски цар од 235. до 238. године.
Максимин Трачанин био је први варварин који је постао римски цар. То је први цар који никада није крочио у Рим. Он је био први од такозваних војничких царева 3. века.
Максимин је рођен у Тракији или Горњој Мезији или пак Доњој Мезији. Његов отац је био Гот, а мајка Аланка. Наводно је био дивовске грађе и веома јак. Прикључио се војсци током владавине Септимија Севера, али све до владавине Александра Севера он није заузимао важније положаје у војсци.
Када је су побуњени војници из Паноније убили Александра Севера у Мајнцу 235. године, за цара је извикан Максимин. Избор војске потврдио је сенат. Одмах потом дошло је до покушаја узурпације Квартина у Месопотамији, али је тај устанак брзо пропао.
Максимин није волео племство и био је веома неповерљив према могућим завереницима. И заиста, неколико завера против Максимина је било организовано. Те завере су предводили утицајни сенатори или људи блиски породици погинулог цара.
Максимин је одустао од Александрове политике према хришћанству. Прогањао је хришћане немилосрдно, а двојица римских епископа су погинули мученичком смрћу.
Максимин је ратовао против Алемана, и успео је да их победи упркос великим римским жртвама. Победа је извојевана у данашњој немачкој покрајини Баден-Виртемберг. После победе Максимин се прозвао Germanicus Maximus, а свог сина Максима је подигао у ранг цезара и предводника омладине. Затим је Максимин отишао у зимски логор у Сирмију, и одатле ратовао против Дачана и Сармата који су угрожавали римску границу.
Максимин је удвостручио плате својим војницима. То је тражило повећање пореза, што је изазвало отпоре и побуне становништва. Почетком 238. године у Африци дошло је до побуне неких локалних земљопоседника и убрзо се устанак проширио на читаву провинцију. Устаници су за прогласили управника те провинције, Гордијана I и његовог сина Гордијана II за цареве. Сенат је одмах подржао њихов избор, али када је устанак пропао сенат је изабрао двојицу царева Пупијена и Балбина. У Риму је било присталица и Гордијана III, унука Гордијана I.
Максимин је кренуо на Рим, али његове трупе, рђаво храњене и мучене болестима, код Аквилеје су се побуниле. Преторијанска гарда је убила цара у војничком логору, као и његовог сина. Максимину је глава одсечена. Сенат је изабрао тринаестогодишњег Гордијана III за римског цара.